# Brak
Brak (oder Braque) war der Titel der Könige des Reiches Waalo (oder Oualo) und Biffeche am Senegal in Senegal und Mauretanien in Westafrika während des 19. Jahrhunderts. Der Haupt-Brak war der König von Waalo mit der Hauptstadt Diourbel nördlich des Flusses und später am Nder an der Westküste des Guiers-Sees. Der „Petit Brak“ war der König oder Lehnsherr des Königreiches Biffeche mit einer vereinten Hauptstadt bei Maka am Senegalfluss nahe Saint-Louis (Senegal).
Die Königreiche von Waalo und Biffeche wurden auf einigen französischen Karten der Gegend als „Brak“ oder „Braque“ bezeichnet, um Verwechslungen mit der moorigen Gegend namens Brakna nördlich des Senegalflusses auszuschließen. Waalo wurde Mitte des 19. Jahrhunderts von Frankreich erobert.
Die Braks von Waalo wurden aus den drei führenden Familien von Dyoos, Teedyo und Logar ausgewählt und herrschten durch eine Versammlung aus verschiedenen Offiziellen mit verschiedenen ihnen übertragenen Aufgabenbereichen. Es wurde behauptet, dass der Brak von Waalo durch eine lokale Art von traditioneller afrikanischer Demokratie herrschte, die Macht wies jedoch eindeutig erbmonarchischen Charakter bezüglich mütterlicher und väterlicher Abstammung auf. Benötigt wurde die Abstammung vom legendären ersten Brak von Waalo und Jolof, Njajan Njay.
Das Wort Brak leitet sich eventuell vom arabischen Wort für „hoch“ ab.

## Liste der Braks von Waalo
- 1674–1708: Naatago Aram Bakar Mbodj
- 1708–1733: Ndiak Aram Bakar Teedyek Mbodj
- 1733–1734: Yerim Nadate Boubou Mbodj
- 1734–1735: Meu Mbody Koumba Khedy Mbodj
- 1735–1736: Yerim Khode Fara Mbodj
- 1736–1780: Ndiak Khouri Yop Mbodj
- 1780–1795?: Fara Penda Tegg Rell Mbodj
- 1795–1805: Ndiak Koumba Khouri Yaye Mbodj
- 1805–1810: Saayodo Yassine Mbodj
- 1810–1816: Kouli Mbaaba Mbodj
- 1816–1825: Amar Faatim Mborso Mbodj
- 1825–Dezember 1827: Yerim Mbagnik Tegg Rell Mbodj
- Dezember 1827–1830: Fara Penda Adam Sall Mbodj (1. Regierungsperiode)
- 7. Juli 1830–1832: Kherfi Khari Daaro Mbodj (1. Regierungsperiode)
- 1832–1833: Fara Penda Adam Sall Mbodj (2. Regierungsperiode)
- 21. Juli 1833–1835: Kherfi Khari Daaro Mbodj  (2. Regierungsperiode)
- 1835–30. Oktober 1840: Fara Penda Adam Sall Mbodj (3. Regierungsperiode)
- November 1840–Februar 1855: Mö Mbodj Maalik Mbodj